# Општина Черна (Тулћа)
Черна (рум. Cerna) општина је у Румунији у округу Тулћа.
Oпштина се налази на надморској висини од 59 m.